# Лайза через букву З
«Лайза через букву З» (англ. Liza with a Z) — концертный телефильм 1972 года с Лайзой Миннелли в главной роли.

## О фильме
Продюсерами фильма стали Фред Эбб и Боб Фосс. Фосс также был режиссёром и хореографом концерта, а Эбб написал аранжировки вместе со своим постоянным соавтором Джоном Кандером. Все четверо недавно завершили съёмки успешной картины «Кабаре». По словам Миннелли, «Лайза через букву З» был «первым заснятым концертом для телевидения».
Запись концерта прошла 31 мая в Лицейском театре в Нью-Йорке после всего лишь восьми недель репетиций, концерт был снят восемью 16-миллиметровыми пленочными камерами по настоянию Фосса, в отличие от других телевизионных спецвыпусков того времени, которые все были сняты на видеокассету.
На протяжении всего концерта Миннелли поёт и танцует под разнообразные песни из «Кабаре», а также специально написанные для неё Кандером и Эббом. Миннелли часто сопровождают на сцене танцоры, бэк-вокалисты и музыканты. Костюмы были разработаны дизайнером Холстоном, который также был другом Миннелли. Марвин Хэмлиш был выбран Кандером и Эббом в качестве музыкального координатора.

## Музыкальные номера
1. «Yes»
2. «God Bless the Child»
3. «Say Liza (Liza with a „Z“)»
4. «It Was a Good Time»
5. «I Gotcha (Joe Tex song)|I Gotcha»
6. «Son of a Preacher Man»
7. «Ring Them Bells»
8. «Bye Bye Blackbird»
9. «You’ve Let Yourself Go»
10. «My Mammy»
11. «Cabaret Medley»

## Показы и выпуск на DVD
Премьера состоялась на канале NBC 10 сентября 1972 года. Фильм получил четыре премии «Эмми» и Премию Пибоди. Кей Гарделла из New York Daily News оценила фильм как «Сенсацию через букву С».
После первоначальной трансляции NBC повторила концерт только дважды и больше не показывала его после 1973 года. Позже негативы хранились в хранилищах NBC и лишь изредка доставались для личного пользования Миннелли. В 1980-х годах оригинальные негативы были утеряны. Майкл Арик и Миннелли в конце концов разыскали оригинальные негативы в 1999 году в Лос-Анджелесе и Нью-Йорке. В 2005 году Миннелли рассказала Крейгу Задану и Нилу Мерону, продюсерам и своим друзьям, что у неё есть права на фильм и что она занимается восстановлением фильма вместе с Ариком. Они познакомили её с Робертом Гринблаттом, президентом отдела развлечений компании Showtime, который согласился финансировать реставрацию, транслировать фильм и выпустить DVD.
Отреставрированная версия была представлена на Международном кинофестивале в Торонто и на Кинофестивале в Хэмптоне 9 сентября 2005 года. Showtime транслировал восстановленный фильм 1 апреля 2006 года.
Издание на DVD также включает в себя аудиокомментарии, записанные Миннелли, исполнение «Mein Herr», вырезанное из оригинального фильма, интервью с Кандером и Миннелли, а также выступление Миннелли на премии GLAAD Awards в 2005 году.

## Награды и номинации
| Год  | Награда                           | Категория | Номинант                                                                      | Результат |
| ---- | --------------------------------- | --- | ----------------------------------------------------------------------------- | --------- |
| 1973 | Прайм-таймовая премия «Эмми»      | Outstanding Single Program — Variety and Popular Music                                                                        | Боб Фосс, Фред Эбб, Лайза Миннелли                                            | Победа    |
| 1973 | Прайм-таймовая премия «Эмми»      | Outstanding Directing for a Comedy-Variety or Music Special                                                                   | Боб Фосс                                                                      | Победа    |
| 1973 | Прайм-таймовая премия «Эмми»      | Outstanding Achievement in Choreography                                                                                       | Боб Фосс                                                                      | Победа    |
| 1973 | Прайм-таймовая премия «Эмми»      | Outstanding Writing Achievement in Comedy, Variety or Music                                                                   | Фред Эбб                                                                      | Номинация |
| 1973 | Прайм-таймовая премия «Эмми»      | Outstanding Achievement in Music Composition — For a Special Program                                                          | Фред Эбб, Джон Кандер                                                         | Номинация |
| 1973 | Прайм-таймовая премия «Эмми»      | Outstanding Achievement in Music, Lyrics and Special Material                                                                 | Фред Эбб, Джон Кандер                                                         | Победа    |
| 1973 | Прайм-таймовая премия «Эмми»      | Outstanding Achievement in Cinematography for Entertainment Programming — For a Special or Feature Length Program of a Series | Оуэн Ройзман                                                                  | Номинация |
| 1973 | Прайм-таймовая премия «Эмми»      | Outstanding Achievement in Film Editing for Entertainment Programming — For a Special or Feature Length Program of a Series   | Алан Хейм                                                                     | Номинация |
| 1973 | Премия Гильдии режиссёров Америки | Outstanding Directorial Achievement in Musical/Variety                                                                        | Боб Фосс, Кеннет Утт, Пол Ганаполер, Джон Нойкум                              | Победа    |
| 1973 | Премия Пибоди                     | For Timex All-Star Swing Festival and 'S Wonderful, 'S Marvelous, 'S Gershwin                                                 | For Timex All-Star Swing Festival and 'S Wonderful, 'S Marvelous, 'S Gershwin | Победа    |
| 2006 | Премия «Спутник»                  | Best DVD Release of a TV Show                                                                                                 | Best DVD Release of a TV Show                                                 | Номинация |